# 洪万宗
洪万宗（韓語：홍만종，1643-1725），字于海，号梦轩、玄默子。丰山人。曾祖洪鸾祥，刑曹左郎、丰昌府院君。祖昭武功臣、豐寧君洪靌，状元。父洪柱世，号静虚堂。

## 生平
祖辈皆以诗闻名。洪万宗本人也不例外，从小便有诗才，师事诗人郑斗卿，受到南龙翼的赞赏。与任有后、金得臣、洪锡箕有忘年之交。万宗仕途不顺，三十三岁成为进士，后于康熙十九年为副司正时遭谏院弹劾削去仕籍，不過後來由於忠勳府的奏啟，因其祖父洪靌的功績而恢復仕版。肅宗的這一裁定惹怒了司憲府，言官認為洪萬宗不應被赦免，於是從康熙二十一年起至康熙二十二年間不斷上奏，要求肅宗收回成命，肅宗對憲府的頻繁上奏感到厭煩，全都沒有批准。康熙四十六年七月，萬宗复因撰写《歷代總目》遭持平金始煥弹劾，说万宗“本以幺麿怪鬼之輩, 附托權門, 蹤跡詭秘, 不齒人類, 爲世所棄。”洪万宗的后半生在读书与写书中度过，他著作等身，特别是《诗话丛林》，为朝鲜半岛诗话之集大成。1725年，万宗卒，享年八十三岁。到了英祖大王時，萬宗所撰《東國歷代總目》受到了認可，英祖還命副提學元景夏對《歷代總目》進行添補。

## 著作
- 《東國歷代總目》
- 《增補歷代總目》
- 《海東異蹟》
- 《小華詩評》
- 《旬五志》
- 《詩評補遺》
- 《詩話叢林》
- 《東國樂譜》
- 《蓂葉志諧》:1678年于肃宗朝编写的笑话集
- 《東國地志略》

## 外部鏈接
- 韓國國史編纂委員會《東國歷代總目》抄本